# Anatolij Bychowski
Anatolij Bychowski (ur. 19 listopada 1988 w Kujbyszewie) – izraelski szachista pochodzenia rosyjskiego, arcymistrz od 2010 roku.

## Kariera szachowa
W latach 2000–2004 kilkukrotnie reprezentował Izrael na mistrzostwach świata i Europy juniorów w różnych kategoriach wiekowych. Poza tym, w 2003 r. był uczestnikiem szachowej olimpiady juniorów do 16 lat, rozegranej w Denizli.
Normy na tytuł arcymistrza wypełnił w latach 2008 (podczas drużynowych mistrzostw Izraela) oraz 2009, na turniejach w Benidormie i Tel Awiwie (turniej Yoel Geva Bikurei Etim, II m. za Siergiejem Erenburgiem). Do innych jego sukcesów należą m.in.:
- I m. w Petach Tikwie (2007, turniej Elitzur Cup B),
- I m. w Beerszewie (2008, półfinał indywidualnych mistrzostw Izraela(inne języki)),
- dz. V-VII m. w Hajfie (2008, finał indywidualnych mistrzostw Izraela, za Maximem Rodshteinem, Ilją Smirinem, Borysem Awruchem i Wiktorem Michalewskim, wspólnie z Konstantinem Lernerem i Aleksandrem Huzmanem).

Najwyższy ranking w dotychczasowej karierze osiągnął 1 listopada 2011 r., z wynikiem 2536 punktów zajmował wówczas 16. miejsce wśród izraelskich szachistów.